# No One Lives Forever
No One Lives Forever (NOLF) är ett first-person shooter-spel med sneak 'em up-element, utvecklat av Monolith Productions och utgivet av Fox Interactive. Det släpptes till Mac, Playstation 2 och Windows från och med 2000. Flera likheter med James Bond, bland annat agenttemat samt titeln, har uppmärksammats.